# Octet (điện toán)
Octet là một đơn vị thông tin trong điện toán và viễn thông gồm có 8 bit. Thuật ngữ này thường được sử dụng khi thuật ngữ byte có ý nghĩa mơ hồ, vì byte trong lịch sử từng được sử dụng làm đơn vị lưu trữ có nhiều kích thước khác nhau (không chỉ là 8 bit).
Thuật ngữ octad hay octade với ý nghĩa 8 bit không còn phổ biến nữa.